# スズキ・GS500
GS500（ジーエスごひゃく）は、スズキが製造販売していたオートバイである。輸出専用モデルとして生産され、仕向け地により「GS500E」の名称がある。
本稿では派生車種の「GS500F」もあわせて解説する。

## 概要
空冷4ストロークDOHC2バルブ並列2気筒エンジンを搭載するロードスポーツモデルとして登場。同様の車体構成をもつ下位機種として、おもに日本国内向けに販売されたGS400E（GK54A型）が存在する。
2004年にはフルカウル仕様の派生モデルGS500Fが登場し、GS500(E) とともに並行ラインナップされた。

## モデル一覧

### GS500 / GS500E
GS500(E)は1989年発売。2011年のHL1型が最終モデルなった。
仕様沿革
- GS500EK（1989年）
- GS500EL（1990年）
- GS500EM（1991年）
- GS500EN（1992年）
- GS500EP（1993年）
- GS500ER（1994年）
- GS500ES（1995年）
- GS500ET（1996年）
- GS500EV（1997年）
- GS500EW（1998年）
- GS500EX（1998年）
- GS500EY（2000年）
- GS500HK1（2001年）
- GS500HK2（2002年）
- GS500HK3（2003年）
- GS500HK4（2004年）
- GS500HK5（2005年）
- GS500HK6（2006年）
- GS500HK7（2007年）
- GS500HK8（2008年）
- GS500HK9（2009年）
- GS500HL0（2010年）
- GS500HL1（2011年）

### GS500F
GS500Fは2004年発売。2011年のHFL1型が最終モデルとった。ただし輸出仕向け地により状況が若干異なり、一例を挙げると、北米市場では2009年モデルのまま2011年まで継続販売された
。
仕様沿革
- GS500HFK4（2004年）
- GS500HFK5（2005年）
- GS500HFK6（2006年）
- GS500HFK5（2005年）
- GS500HFK6（2006年）
- GS500HFK7（2007年）
- GS500HFK8（2008年）
- GS500HFK9（2009年）
- GS500HFL0（2010年）
- GS500HFL1（2011年）